# Djurgårdens IF Fotboll 1931/1932
Djurgårdens IF Fotboll spelade i dåvarande Division 3 Östsvenska 1931/1932 och blev direkt uppflyttade till Division 2. Hemmasnittet denna säsong var 318. 
- Bäste målskytt blev Erik Lindbom med 12 mål.